# 串挽
串挽（くしひき）とは、茨城県鉾田市にある地名。37番地から2484番地まで、全部で288番地ある。

## 地理
鉾田市の南部に位置する。霞ヶ浦の北浦に接している。
北東には串挽交差点、廃校となった小学校がある。

### 地価
坪単価1万円（2019年現在）

## 歴史
縄文時代 - 串挽貝塚や新川岸貝塚ができる。
江戸時代 - 水戸藩領からの荷物の集散地で大いに賑わった。

## 町名の変遷
| 実施後               | 実施年月日     | 実施前（各町名ともその一部） |
| -------------------- | -------------- | ---------------------------- |
| 行方郡秋津村大字串挽 | 1889年4月1日   | 茨城県行方郡串挽村           |
| 鹿島郡鉾田町大字串挽 | 1955年3月15日  | 行方郡秋津村大字串挽         |
| 鉾田市串挽           | 2005年10月11日 | 鹿島郡鉾田町大字串挽         |

## 交通
- 鹿島臨海鉄道大洗鹿島線新鉾田駅から4分（1.7km）[9]
- 東関東自動車道鉾田インターチェンジから9分（4.3km）[10]

## 施設
- 鉾田市役所クリーンセンター
- 鉾田市串挽浄水場
- 鉾田市立串挽小学校（廃校[11]）
- 鉾田製菓